# Liga Premier de Singapur 2022
La temporada 2022 de la Liga Premier de Singapur fue la 27.ª temporada de la máxima categoría del fútbol en Singapur desde 1996. Comenzó el 25 de febrero y finalizó el 21 de octubre.
El club Lion City Sailors fue el campeón defensor, quien no pudo revalidar la corona. El campeón del torneo fue Albirex Niigata, consiguiendo su quinto título en la historia de la Liga Premier.

## Equipos

### Información
Fueron en total ocho los clubes participantes, siete con sede en Singapur y uno invitado desde Japón, Albirex Niigata (S), también participó el equipo nacional sub-21, el Young Lions.
| Equipo                | Estadio          | Capacidad |
| --------------------- | ---------------- | --------- |
| Albirex Niigata (S)   | Jurong East      | 2700      |
| Balestier Khalsa      | Toa Payoh        | 3800      |
| Geylang International | Our Tampines Hub | 5000      |
| Hougang United        | Hougang          | 3800      |
| Lion City Sailors     | Jalan Besar      | 6000      |
| Tampines Rovers       | Our Tampines Hub | 5000      |
| Tanjong Pagar United  | Jurong East      | 2700      |
| Young Lions           | Jalan Besar      | 6000      |

## Desarrollo

### Clasificación
Actualizado el 21 de octubre de 2022.
| Pos. | Equipo                  | Pts. | PJ | G  | E | P  | GF | GC  | Dif. | Clasificación o descenso                                 |
| ---- | ----------------------- | ---- | -- | -- | - | -- | -- | --- | ---- | -------------------------------------------------------- |
| 1    | Albirex Niigata (S) (C) | 59   | 28 | 17 | 8 | 3  | 88 | 43  | +45  |                                                          |
| 2    | Lion City Sailors       | 57   | 28 | 18 | 3 | 7  | 91 | 40  | +51  | Ronda de play-off de la Liga de Campeones de la AFC      |
| 3    | Tampines Rovers         | 50   | 28 | 15 | 5 | 8  | 76 | 57  | +19  | Posible clasificación a la Fase de grupos de la Copa AFC |
| 4    | Geylang International   | 39   | 28 | 10 | 9 | 9  | 48 | 46  | +2   |                                                          |
| 5    | Hougang United          | 39   | 28 | 10 | 9 | 9  | 65 | 71  | −6   | Ronda de play-off de la Copa AFC                         |
| 6    | Tanjong Pagar United    | 37   | 28 | 10 | 7 | 11 | 59 | 69  | −10  |                                                          |
| 7    | Balestier Khalsa        | 24   | 28 | 7  | 3 | 18 | 45 | 78  | −33  |                                                          |
| 8    | Young Lions             | 8    | 28 | 2  | 2 | 24 | 34 | 103 | −69  |                                                          |

 Fuente: Singapore Premier League
Criterios de clasificación: 1) Puntos; 2) Gol diferencia; 3) Goles anotados; 4) Partidos ganados.
Notas:
1. 1 2  El club extranjero – Albirex Niigata (S) – como el equipo nacional sub-21 de la Asociación de Fútbol de Singapur (FAS), Young Lions, no fueron elegibles para los cupos a competiciones AFC.
2. ↑  Hougang United clasificó a la Copa AFC como campeón de la Copa de Singapur 2022.

### Resultados
Cada club jugó contra los otros equipos cuatro veces, para un total de 28 partidos cada uno.
| Local \ Visitante     | ALB | BAL | GEY | HOU | LCS | TAM | TPU | YLI |
| --------------------- | --- | --- | --- | --- | --- | --- | --- | --- |
| Albirex Niigata (S)   |     | 6–0 | 8–2 | 5–0 | 1–1 | 3–2 | 0–2 | 7–1 |
| Balestier Khalsa      | 1–2 |     | 0–2 | 2–1 | 1–6 | 2–2 | 3–5 | 4–3 |
| Geylang International | 2–2 | 0–1 |     | 0–0 | 1–0 | 2–3 | 1–0 | 2–2 |
| Hougang United        | 1–1 | 3–1 | 3–2 |     | 3–4 | 4–2 | 1–1 | 2–1 |
| Lion City Sailors     | 1–2 | 4–0 | 1–0 | 3–1 |     | 1–0 | 6–1 | 5–1 |
| Tampines Rovers       | 3–3 | 2–1 | 2–0 | 7–1 | 0–4 |     | 3–3 | 3–2 |
| Tanjong Pagar United  | 1–2 | 1–0 | 1–1 | 2–2 | 0–6 | 4–2 |     | 2–0 |
| Young Lions           | 0–5 | 0–1 | 4–1 | 0–4 | 0–1 | 0–1 | 2–3 |     |

| Local \ Visitante     | ALB | BAL | GEY | HOU | LCS  | TAM | TPU | YLI |
| --------------------- | --- | --- | --- | --- | ---- | --- | --- | --- |
| Albirex Niigata (S)   |     | 4–1 | 2–2 | 1–1 | 4–2  | 4–2 | 1–2 | 2–1 |
| Balestier Khalsa      | 3–5 |     | 2–4 | 6–1 | 5–3  | 2–2 | 0–2 | 2–0 |
| Geylang International | 1–1 | 3–0 |     | 2–4 | 1–1  | 1–4 | 3–3 | 3–0 |
| Hougang United        | 3–3 | 4–1 | 1–2 |     | 4–9  | 1–4 | 3–3 | 5–1 |
| Lion City Sailors     | 2–4 | 4–0 | 1–3 | 1–1 |      | 2–1 | 7–0 | 2–1 |
| Tampines Rovers       | 5–3 | 2–1 | 0–0 | 2–4 | 2–1  |     | 4–3 | 5–2 |
| Tanjong Pagar United  | 1–2 | 3–1 | 0–5 | 2–2 | 1–3  | 3–4 |     | 8–1 |
| Young Lions           | 0–5 | 4–4 | 0–2 | 3–5 | 1–10 | 0–7 | 4–2 |     |

## Estadísticas

### Goleadores
- Fuente: Página oficial de la competición.

| Rank. | Jugador           | Club                                   | Goles |
| ----- | ----------------- | -------------------------------------- | ----- |
| 1     | Boris Kopitović   | Tampines Rovers                        | 35    |
| 2     | Kodai Tanaka      | Albirex Niigata (S)                    | 33    |
| 3     | Reo Nishiguchi    | Tanjong Pagar United                   | 26    |
| 4     | Kim Shin-wook     | Lion City Sailors                      | 21    |
| 5     | Shuhei Hoshino    | Balestier Khalsa                       | 18    |
| 5     | Šime Žužul        | Geylang International                  | 18    |
| 5     | Pedro Bortoluzo   | Hougang United                         | 18    |
| 6     | Ilhan Fandi       | Albirex Niigata (S) *15 Young Lions *2 | 17    |
| 7     | Song Ui-young     | Lion City Sailors                      | 13    |
| 8     | Maxime Lestienne  | Lion City Sailors                      | 12    |
| 8     | Taufik Suparno    | Tampines Rovers                        | 12    |
| 9     | Shawal Anuar      | Hougang United                         | 11    |
| 9     | Gabriel Quak      | Lion City Sailors                      | 11    |
| 10    | Tadanari Lee      | Albirex Niigata (S)                    | 10    |
| 10    | Ryoya Tanigushi   | Balestier Khalsa                       | 10    |
| 10    | Vincent Bezecourt | Geylang International                  | 10    |
| 10    | Diego Lopes       | Lion City Sailors                      | 10    |

### Máximos asistentes
| Rank. | Jugador           | Club                | Asistencias |
| ----- | ----------------- | ------------------- | ----------- |
| 1     | Maxime Lestienne  | Lion City Sailors   | 23          |
| 2     | Kristijan Krajcek | Hougang United      | 17          |
| 3     | Masaya Idetsu     | Albirex Niigata (S) | 16          |
| 4     | Boris Kopitović   | Tampines Rovers     | 15          |
| 5     | Ryoya Tanigushi   | Balestier Khalsa    | 11          |
| 6     | Kodai Tanaka      | Albirex Niigata (S) | 10          |
| 6     | Diego Lopes       | Lion City Sailors   | 10          |